# ملینیو (بازیکن فوتبال)
ملینیو بازیکن فوتبال اهل برزیل است